# Saison 1 de La Boîte à musique
Chronologie
Saison 2
Cet article présente les épisodes de la première saison de l'émission de télévision La Boîte à musique.

## Présentation
Cette saison, composée de six numéros, est diffusée le vendredi soir en deuxième partie de soirée du 14 juillet au 18 août 2006. Chaque émission est consacrée à un compositeur.

## Liste des émissions

### Vendredi 14 juillet 2006: Chopin
Émission consacrée à Frédéric Chopin.
Invité
Julien Clerc (chanteur).

### Vendredi 21 juillet 2006: Schubert
Émission consacrée à Franz Schubert.
Invité
Benjamin Biolay (chanteur).

### Vendredi 28 juillet 2006: Bach
Émission consacrée à Johann Sebastian Bach.
Invité
Émilie Simon (chanteuse).

### Vendredi 4 août 2006: Mozart
Émission consacrée à Wolfgang Amadeus Mozart.
Invité
Catherine Lara (chanteuse et violoniste).

### Vendredi 11 août 2006: Ravel
Émission consacrée à Maurice Ravel.
InvitéDee Dee Bridgewater (chanteuse).

### Vendredi 18 août 2006: Beethoven
Émission consacrée à Ludwig van Beethoven.
Invité
Francis Lalanne (chanteur).